# Stathmopoda ficivora
Stathmopoda ficivora is een vlinder uit de familie Stathmopodidae. De wetenschappelijke naam van de soort is voor het eerst geldig gepubliceerd in 1973 door Kasy.